# Arrondissement Belfort
Belfort is het enige arrondissement van het Franse departement Territoire de Belfort in de regio Bourgogne-Franche-Comté. De grenzen van het arrondissement vallen samen met die van het departement. De onderprefectuur is Belfort.

## kantons
Tot 2014 omvatte het arrondissement volgende kantons:
- kanton Beaucourt
- kanton Belfort-Centre
- kanton Belfort-Est
- kanton Belfort-Nord
- kanton Belfort-Ouest
- kanton Belfort-Sud
- kanton Châtenois-les-Forges
- kanton Danjoutin
- kanton Delle
- kanton Fontaine
- kanton Giromagny
- kanton Grandvillars
- kanton Offemont
- kanton Rougemont-le-Château
- kanton Valdoie

Na de herindeling van de kantons bij decreet van 13  februari 2014, met uitwerking op 22 maart 2015, zijn dat :
- kanton Bavilliers
- kanton Belfort-1
- kanton Belfort-2
- kanton Belfort-3
- kanton Châtenois-les-Forges
- kanton Delle
- kanton Giromagny
- kanton Grandvillars
- kanton Valdoie